# شگرد (برنامه‌نویسی رایانه‌ای)
یک شِگِرد (به انگلیسی: Method) یا مِتُد در برنامه‌نویسی شیءگرا، یک «رویه» مرتبط با «یک پیام و  یک شیء» است. 
یک شیء از «داده» و «رفتار» تشکیل داده شده‌است: «داده»  ویژگی آن شیء را نمایش می‌دهند و «رفتارها» توسط ««شگردها»» نمایان می‌شوند. برای مثال شیء «پنجره» می‌تواند شگردهایی مثل «بازکردن» یا «بستن» داشته باشد، که حالت آن (آیا در هر لحظه زمانی باز یا بسته‌است) یک ویژگی است. یک «واسط‌»تعیین می‌کند که چگونه یک شیء توسط هرکدام از مصرف‌کنندگان متنوع‌اش باید استفاده شود.
در برنامه‌نویسی مبتنی بر کلاس، شگردها در یک کلاس تعریف می‌شوند، و اشیاء نمونه‌هایی از کلاس‌ها هستند.

## تفاوت شگرد با رویه
توانمندی «رونویسی» و «پوشاندن» دو ویژگی متمایز کننده اصلی بین صدازدن شگرد و رویه است.

### توانمندی رونویسی
یکی از مهمترین قالبیت‌های یک شگرذ، توانمندی رونویسی شگرد (به انگلیسی: Method overriding) است: یعنی یک نام مشابه (مثل مساحت) را می‌توان برای چندین نوع متفاوت از کلاس استفاده کرد. این موضوع به اشیای ارسال کننده امکان فراخوانی رفتارهایی را می‌دهد، که پیاده‌سازی آن رفتارها به شیء گیرنده محول شده‌است. برای مثال، یک شیء می‌تواند یک پیام «مساحت» رابه شیء دیگر ارسال کند، و آنچه رخ می‌دهد آن است که فرمول مناسب، براساس آنکه شیء گیرنده یک «مستطیل»، «دایره»، یا «مثلث» یا غیره است، فراخوانی می‌شود.

### توانمندی پوشاندن
شگردها یک واسط تهیه می‌بینند که دیگر کلاس‌ها از آن استفاده می‌کنند تا به ویژگی‌های یک شیء دسترسی یابند، یا آن را دستکاری کنند؛ به این موضوع پوشاندن (به انگلیسی: encapsulation) می‌گویند.